# Jean-Baptiste Poux
Pour les articles homonymes, voir Poux.

a Compétitions nationales et continentales officielles uniquement.

b Matchs officiels uniquement.
Dernière mise à jour le 16 juillet 2023.

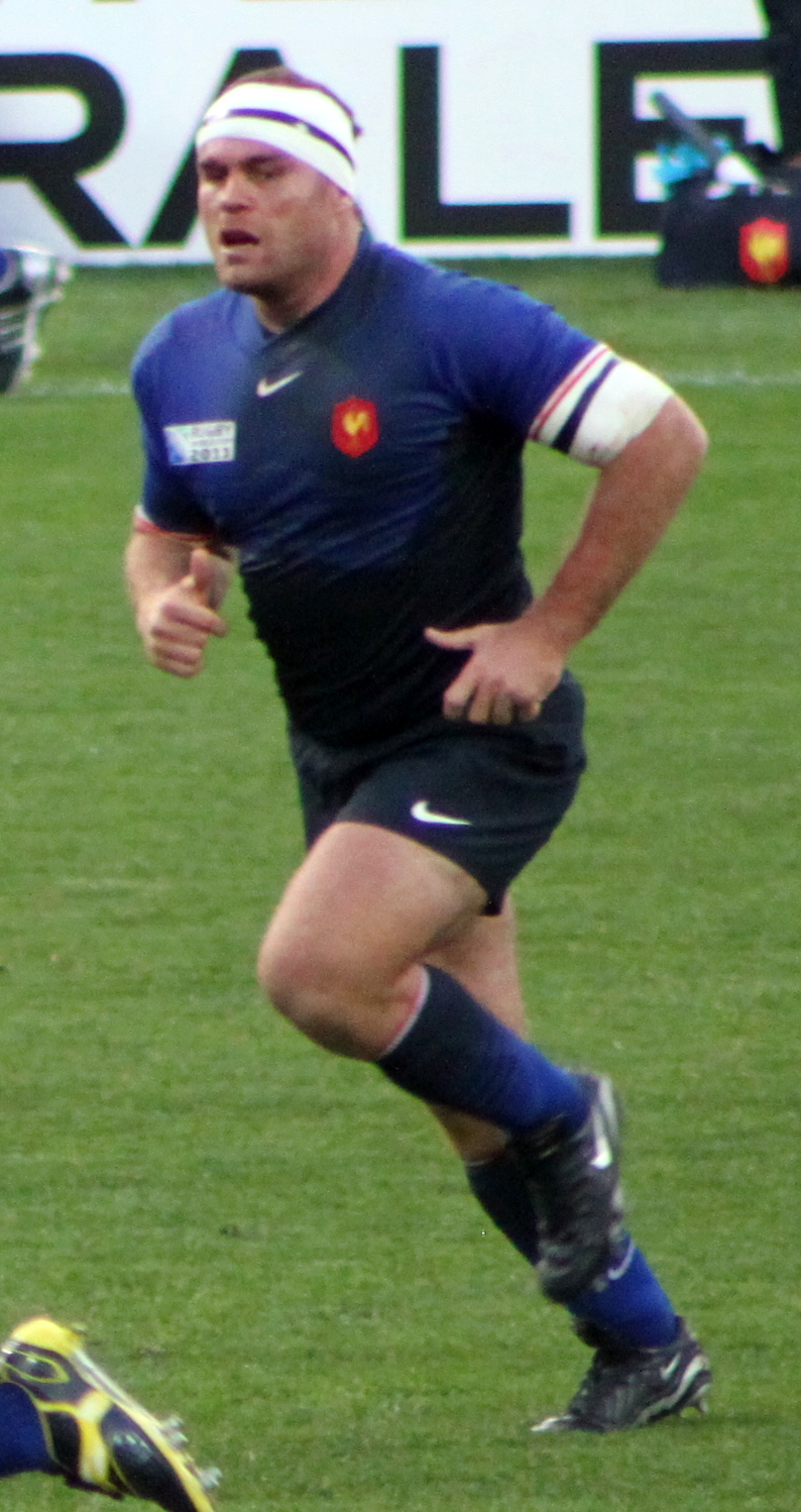
Jean-Baptiste Poux pendant la Coupe du Monde 2011

Jean-Baptiste Poux, né le 26 septembre 1979 à Béziers (Hérault) et originaire du village de Capestang, est un joueur international français de rugby à XV. Il évolue au poste de pilier. 
Il a commencé sa carrière au RC Narbonne, puis a ensuite rejoint le Stade toulousain, où il a joué onze saisons lors desquelles, il remporte trois Coupe d'Europe en 2003, 2005 et 2010 ainsi que trois fois le championnat de France en 2008, 2011 et 2012, puis a terminé sa carrière de joueur à l'Union Bordeaux Bègles en 2018. Dès l'année suivante, il devient entraîneur de la mêlée au sein de ce même club. Avec l'équipe de France, il remporte deux fois le Tournoi des Six Nations en 2002 et 2010.

## Biographie

### Carrière de joueur

#### En club

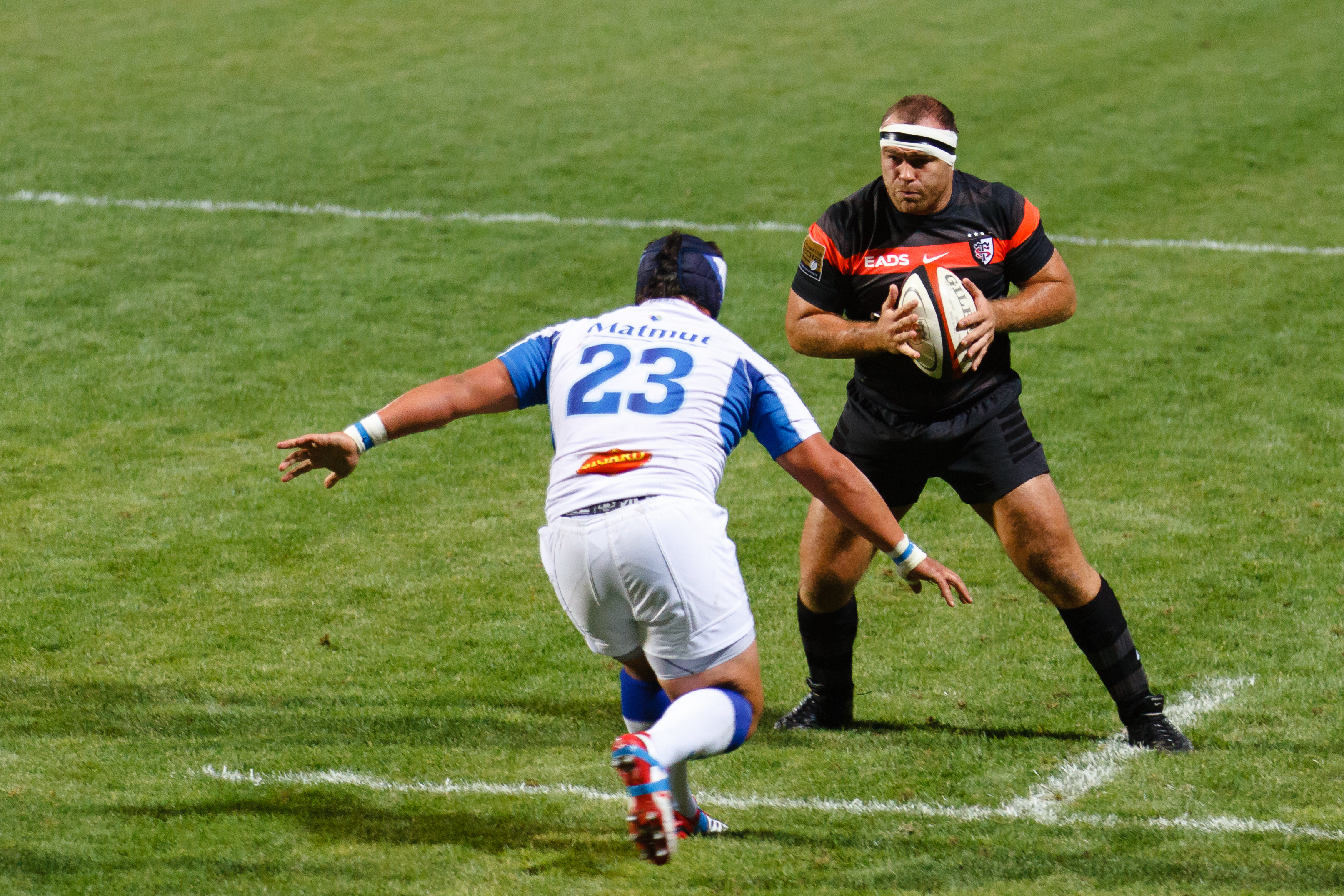
Jean-Baptiste Poux lors du match Stade toulousain contre Castres olympique du 17 août 2012

Le 24 mai 2003, il est titulaire avec le Stade toulousain en finale de la coupe d'Europe au Lansdowne Road de Dublin face à l'USA Perpignan. Les Toulousains s'imposent 22 à 17 face aux Catalans et deviennent ainsi champions d'Europe. La saison suivante, il joue de nouveau la finale de la coupe d'Europe qui se déroule cette fois au stade de Twickenham à Londres face aux London Wasps. Il est titularisé en première ligne avec Patrice Collazo et William Servat. Les Anglais l'emportent 27 à 20, à la suite d'une erreur de Clément Poitrenaud, empêchant les Toulousains de gagner un deuxième titre consécutif.

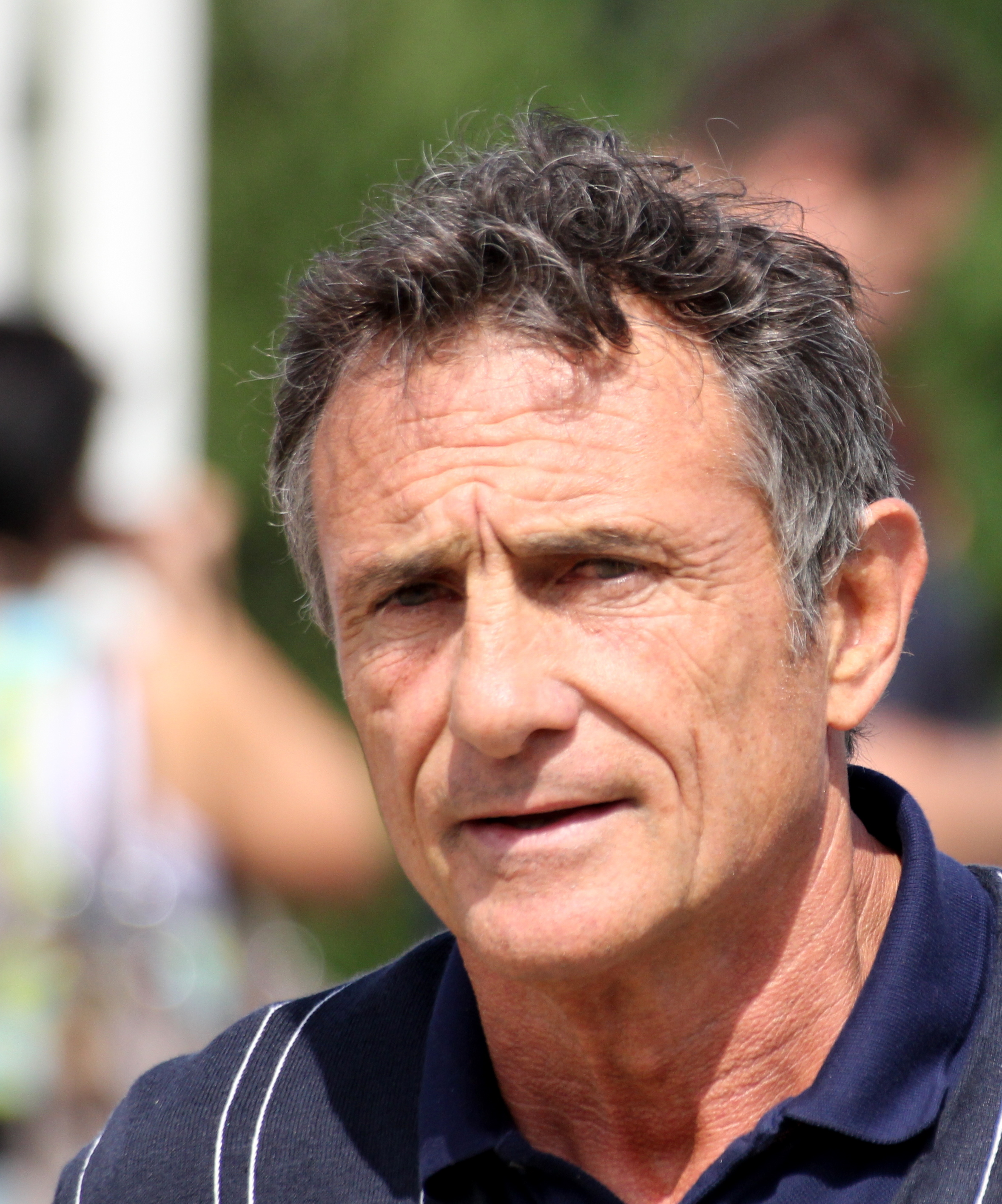
Guy Novès, ici en 2011, est le manager de Jean-Baptiste Poux au Stade toulousain de 2002 à 2013.

En 2005, ils arrivent à se qualifier une troisième fois consécutive en finale de coupe d'Europe face au Stade français. Jean-Baptiste Poux est de nouveau titulaire au côté de William Servat et Omar Hasan, puis remplacé à la 52e minute par Daan Human. Les Haut-garonnais sont de nouveau champion d'Europe en s'imposant 12 à 18 après prolongation.
Le 12 décembre 2009, il joue son cinquantième match de H Cup avec le club toulousain.

#### En équipe nationale
Jean-Baptiste Poux a honoré sa première cape internationale en équipe de France le 24 novembre 2001 contre l'équipe des Fidji. Il marque à cette occasion son premier essai international. Il remporte le grand chelem l'année suivante avec l'équipe de France. S'ensuit, de 2002 à 2003, une saison blanche en équipe de France, qui se conclut, à la suite de la blessure de Nicolas Mas puis du forfait de Pieter De Villiers, par une sélection à la Coupe du monde 2003.
Alors qu'il n'a plus joué en équipe de France depuis la précédente édition, il est de nouveau sélectionné pour la Coupe du monde 2007, en France.
Remplaçant, il participe au grand chelem de 2010.
Non sélectionné par Marc Lièvremont pour le Tournoi des Six Nations 2011, il fait néanmoins partie des 32 joueurs sélectionnés pour la Coupe du monde 2011 devant se dérouler, la même année, en Nouvelle-Zélande. Ainsi il réussit la performance de participer à trois Coupes du monde consécutives, après celles de 2003 et 2007.

#### Avec les Barbarians
En septembre 2003, il joue avec les Barbarians français à l'occasion d'un match opposant le XV de France, rebaptisé pour l'occasion XV du Président (afin de contourner le règlement qui interdit tout match international à moins d'un mois de la Coupe du monde), et les Barbarians français, composés essentiellement des joueurs tricolores non retenus dans ce XV présidentiel et mis à disposition des Baa-Baas par Bernard Laporte. Ce match se déroule au Parc des sports et de l'amitié à Narbonne et voit le XV du président s'imposer 83 à 12 face aux Baa-Baas.
En mars 2007, il rejoint les Barbarians français pour jouer contre l'Argentine à Biarritz. Les Baa-Baas s'inclinent 28 à 14.
En mars 2009, il est invité avec les Barbarians français pour jouer un match contre le XV du président, sélection de joueurs étrangers évoluant en France, au Stade Ernest-Wallon à Toulouse. Les Baa-Baas s'inclinent 26 à 33. En juin 2009, il participe à la tournée des Barbarians français en Argentine pour affronter le Rosario Invitación XV puis les Pumas,. Les Baa-Baas l'emportent 54 à 30 contre Rosario puis s'inclinent 32 à 18 contre l'Argentine à Buenos Aires. En novembre 2010, il joue avec les Barbarians français contre les Tonga au Stade des Alpes à Grenoble. Ce match est aussi le jubilé de Jean-Baptiste Elissalde. Les Baa-Baas s'inclinent 27 à 28.
En novembre 2012, il est sélectionné dans l'équipe pour affronter le Japon au Stade Océane du Havre. Les Baa-Baas l'emportent 65 à 41. En novembre 2013, il joue avec le BRC contre les Samoa au Stade Marcel-Michelin de Clermont-Ferrand. Les Baa-Baas l'emportent 20 à 19.
En juin 2015, il participe à la tournée des Baabaas en Argentine pour affronter les Pumas,. Les Baa-Baas l'emportent 28 à 22 à Rosario puis s'inslinent 21 à 9 à La Plata. En novembre 2016, il est de nouveau sélectionné avec les Barbarians français pour affronter l'Australie au Stade Chaban-Delmas de Bordeaux. Les Baa-Baas parviennent à s'imposer 19 à 11 grâce à un essai de Raphaël Lakafia à la 77e minute.

### Carrière d'entraîneur
À partir du 14 mars 2017 jusqu'à la fin de la saison 2016-2017, à la suite de la mise en retrait de Raphaël Ibañez et à la promotion de Jacques Brunel en tant que manager par intérim, il devient entraîneur-joueur responsable des avants en binôme avec l'Anglais Tom Palmer.
De février à décembre 2017, alors qu'il est encore joueur à l'Union Bordeaux Bègles, il rejoint l'encadrement de l'équipe de France en tant que consultant spécialisé sur la mêlée pour épauler l'entraîneur adjoint responsable des avants Yannick Bru, avec qui il a joué cinq saisons au Stade toulousain. Il intervient ainsi une journée par semaine lors des rassemblements du XV de France. En décembre 2017, le staff de Guy Novès est limogé.
En 2018, il arrête sa carrière de joueur et devient entraîneur de la mêlée à l'UBB.

## Statistiques

### Avec le XV de France
| Année | Compétition    | Matchs | Points | Essais |
| ----- | -------------- | ------ | ------ | ------ |
| 2001  | Test matchs    | 1      | 5      | 1      |
| 2002  | Six Nations    | 2      | -      | -      |
| 2002  | Test matchs    | 3      | 5      | 1      |
| 2003  | Test matchs    | 1      | -      | -      |
| 2003  | Coupe du monde | 4      | 5      | 1      |
| 2007  | Test matchs    | 3      | -      | -      |
| 2007  | Coupe du monde | 6      | -      | -      |
| 2008  | Six Nations    | 3      | -      | -      |
| 2010  | Six Nations    | 3      | -      | -      |
| 2010  | Test matchs    | 2      | -      | -      |
| 2011  | Test matchs    | 2      | -      | -      |
| 2011  | Coupe du monde | 7      | -      | -      |
| 2012  | Six Nations    | 5      | -      | -      |
| Total | Total          | 42     | 15     | 3      |

### Liste des essais internationaux
| Essai | Adversaire | Stade                                  | Compétition    | Date             | Résultat |
| ----- | ---------- | -------------------------------------- | -------------- | ---------------- | -------- |
| 1     | Fidji      | Stade Geoffroy-Guichard, Saint-Étienne | Test match     | 24 novembre 2001 | Victoire |
| 2     | Australie  | Docklands Stadium, Melbourne           | Test match     | 22 juin 2002     | Défaite  |
| 3     | États-Unis | Wollongong Showground, Wollongong      | Coupe du monde | 31 octobre 2003  | Victoire |

## Palmarès

### En club
Avec le Stade toulousain
- Championnat de France de première division :
  - Champion (3) : 2008, 2011 et 2012 (blessé, il ne participe pas à la finale)
  - Finaliste (1) : 2003 (remplaçant, il supplée Patrice Collazo en cours de match)
- Coupe d'Europe :
  - Vainqueur (3) : 2003, 2005 et 2010
  - Finaliste (1) : 2004

Avec le RC Narbonne
- Challenge européen : 
  - Finaliste (1) : 2001

### En équipe nationale
- 42 sélections en équipe de France de 2001 à 2012
- 3 essais (15 points)
- Sélections par année : 1 en 2001, 5 en 2002, 5 en 2003, 9 en 2007, 3 en 2008, 5 en 2010, 7 en 2011, 5 en 2012
- Tournoi des Six Nations disputé : 2002, 2008, 2010, 2012
- Grand Chelem : 2002, 2010
- Équipe de France A :
  - 2006 : 2 sélections (Irlande A, Italie A)
  - 2003 : 3 sélections (Écosse A, Irlande A, Italie A)

#### Tournoi des Six Nations
| Édition          | Rang | Résultats France | Résultats Poux | Matchs Poux |
| ---------------- | ---- | ---------------- | -------------- | ----------- |
| Six Nations 2002 | 1    | 5 v, 0 n, 0 d    | 2 v, 0 n, 0 d  | 2/5         |
| Six Nations 2008 | 3    | 3 v, 0 n, 2 d    | 1 v, 0 n, 2 d  | 3/5         |
| Six Nations 2010 | 1    | 5 v, 0 n, 0 d    | 3 v, 0 n, 0 d  | 3/5         |
| Six Nations 2012 | 4    | 2 v, 1 n, 2 d    | 2 v, 1 n, 2 d  | 5/5         |

Légende : v = victoire ; n = match nul ; d = défaite ; la ligne est en gras quand il y a Grand Chelem.

#### Coupe du monde
En Coupe du monde :

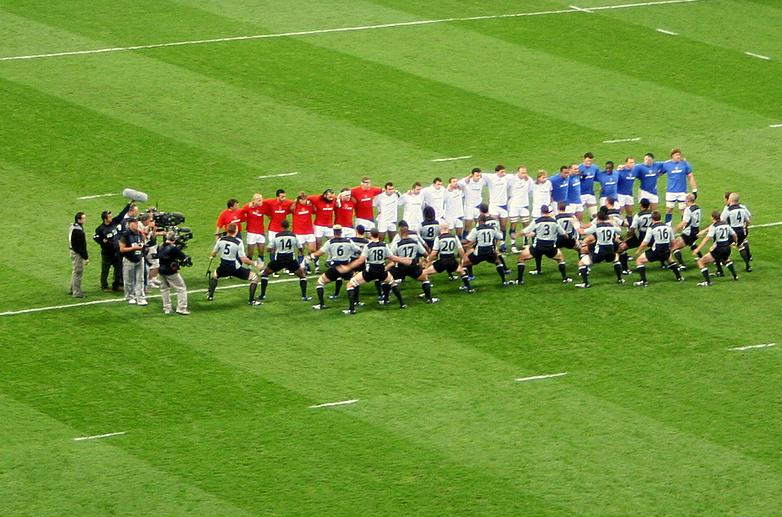
Quart-de-finale France - All Blacks en 2007.

- 2003 : 4 sélections (Fidji, Japon, États-Unis, Nouvelle-Zélande)
- 2007 : 6 sélections (Namibie, Irlande, Géorgie, Nouvelle-Zélande, Angleterre, Argentine)
- 2011 : 7 sélections (Japon, Canada, Nouvelle-Zélande, Tonga, Angleterre, Pays de Galles)

| Édition               | Rang      | Résultats France | Résultats J-B Poux | Matchs J-B Poux |
| Australie 2003        | Quatrième | 5 v, 0 n, 2 d    | 3 v, 0 n, 1 d      | 4/7             |
| France 2007           | Quatrième | 4 v, 0 n, 3 d    | 4 v, 0 n, 2 d      | 6/7             |
| Nouvelle-Zélande 2011 | Finaliste | 4 v, 0 n, 3 d    | 4 v, 0 n, 3 d      | 7/7             |

Légende : v = victoire ; n = match nul ; d = défaite.

## Surnom
Lors de la finale de la coupe d'Europe 2003, Jean-Baptiste Poux finit le visage tuméfié avec un large bandeau sur la tête, ce qui lui vaut d'être surnommé « Brad Pitt » par Christian Labit.